# Aktynidyna
Aktynidyna – organiczny związek chemiczny z grupy irydoidów, wytwarzany w naturze przez wiele roślin i zwierząt.
Aktynidyna jest substancją wabiącą koty, której działanie jest podobne do działania nepetalaktonu, związku aktywnego występującego w kocimiętce. Aktynidyna jest jednym z kilku związków, które można wyekstrahować z korzenia kozłka lekarskiego i krwawnika pospolitego, a także z kilku rodzajów owadów w stadium larwalnym i imaginalnym. Niektóre gatunki patyczaków, w tym Megacrania batesii i Megacrania tsudai, posiadają chemiczny mechanizm obronny, który polega na wydzielaniu z gruczołów przedtułowia substancji zawierającej aktynidynę, gdy czują się zagrożone przez drapieżnika.